# 生態氣候圖
生態氣候圖（climate diagram）是1985年發展出用以呈現地域植被與氣候關係的一種工具。指以某地的氣溫及降水資料，依月份繪製之長期曲線圖。由本圖可以判斷此地屬於何種植被氣候帶。

## 原理
Walter (Walter, 1985) 自早期（1973年起）即對降雨的有效性進行研究，發現，地表的蒸發量隨著土壤、風等因素有所不同，但各地溫度的曲線與蒸發量曲線常為平行，故地表的潛在蒸發量可以以溫度曲線做為代表。在一張圖上同時放上降雨量，及用以估算蒸發量的溫度線，即可得知當地大概的乾濕季變化。根據 Gaussen (1954) 的研究，溫度及降雨量刻度設置成 10℃ = 20 mm 十分符合地中海型氣候實際之狀況。但草原地區則建議設成 10℃ = 30 mm，以更清楚的顯示乾季的狀況。以附圖（右圖：深圳的生態氣候圖）為例，深圳在每年的11月至隔年的一月之間是缺水的季節，4月至10月之間則可利用水多屬於重濕季，其他的部份則是濕潤季，降水與蒸發的水量約略相等。由此圖可明顯見到植物植被所受到氣候的條件，從而可以預測植被生長分布狀況，同時也可預測其他生物適應的狀態。

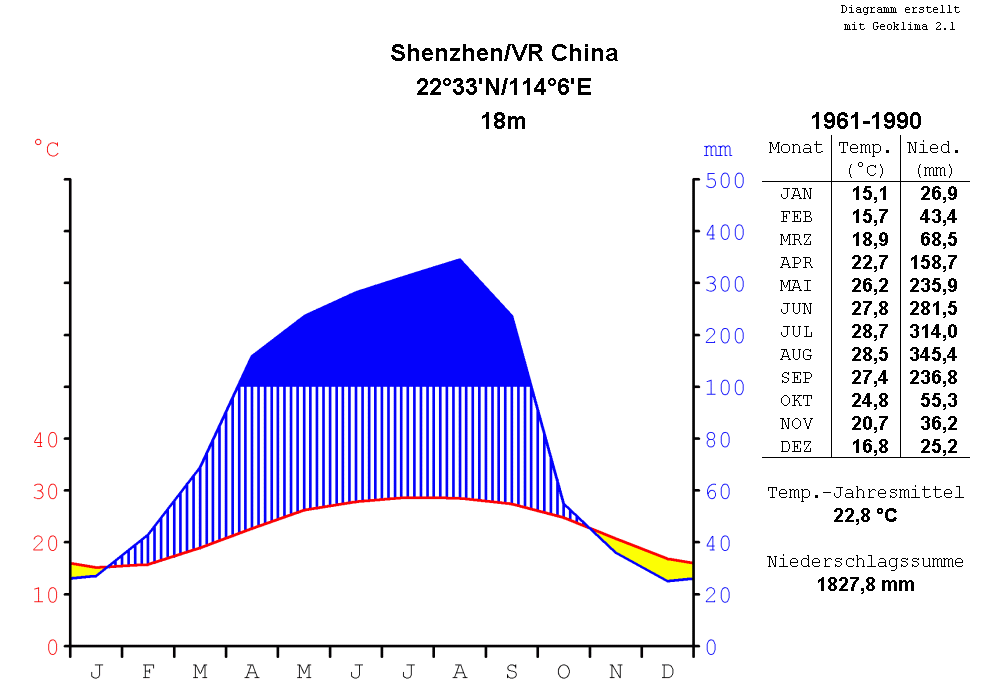
深圳的生態氣候圖（1961年至1990年）

## 應用
生態氣候圖可以呈現許多有用的氣候資訊：
- 溫度及降水的季節變化
- 乾季及濕季的長度及強度
- 一年中有多少時間是在攝氏0度以上
- 降水的種類（例如植物可利用的水或是無法利用的冰雪）